# Savukoski
Savukoski (inarisamisk: Suovâkuoškâ, nordsamisk: Suovvaguoika) er en kommune i Lapland, Finland. Det er den tyndest befolkede kommune i Finland.